# Béon (Yonne)
Pour les articles homonymes, voir Béon.
Béon est une commune française située dans le département de l'Yonne en région Bourgogne-Franche-Comté, à 145 km au sud-est de Paris.

## Géographie

### Climat
Pour des articles plus généraux, voir Climat de la Bourgogne-Franche-Comté et Climat de l'Yonne.
En 2010, le climat de la commune est de type climat océanique dégradé des plaines du Centre et du Nord, selon une étude du Centre national de la recherche scientifique s'appuyant sur une série de données couvrant la période 1971-2000. En 2020, Météo-France publie une typologie des climats de la France métropolitaine dans laquelle la commune est exposée à un climat océanique altéré et est dans une zone de transition entre les régions climatiques « Nord-est du bassin Parisien » et « Lorraine, plateau de Langres, Morvan ». 
Pour la période 1971-2000, la température annuelle moyenne est de 11,2 °C, avec une amplitude thermique annuelle de 16,3 °C. Le cumul annuel moyen de précipitations est de 735 mm, avec 12,1 jours de précipitations en janvier et 7,6 jours en juillet. Pour la période 1991-2020, la température moyenne annuelle observée sur la station météorologique de Météo-France la plus proche, « Aillant », sur la commune de Montholon à 9 km à vol d'oiseau, est de 11,5 °C et le cumul annuel moyen de précipitations est de 727,4 mm. 
La température maximale relevée sur cette station est de 42,7 °C, atteinte le 24 juillet 2019 ; la température minimale est de −23,5 °C, atteinte le 25 février 1986,,. 
Les paramètres climatiques de la commune ont été estimés pour le milieu du siècle (2041-2070) selon différents scénarios d'émission de gaz à effet de serre à partir des nouvelles projections climatiques de référence DRIAS-2020. Ils sont consultables sur un site dédié publié par Météo-France en novembre 2022.

## Urbanisme

### Typologie
Au 1er janvier 2024, Béon est catégorisée commune rurale à habitat dispersé, selon la nouvelle grille communale de densité à sept niveaux définie par l'Insee en 2022.
Elle est située hors unité urbaine. Par ailleurs la commune fait partie de l'aire d'attraction de Joigny, dont elle est une commune de la couronne,. Cette aire, qui regroupe 14 communes, est catégorisée dans les aires de moins de 50 000 habitants,.

### Occupation des sols
L'occupation des sols de la commune, telle qu'elle ressort de la base de données européenne d’occupation biophysique des sols Corine Land Cover (CLC), est marquée par l'importance des territoires agricoles (57,7 % en 2018), une proportion sensiblement équivalente à celle de 1990 (57,8 %). La répartition détaillée en 2018 est la suivante : 
terres arables (56 %), forêts (37,9 %), milieux à végétation arbustive et/ou herbacée (2,3 %), zones urbanisées (2,1 %), zones agricoles hétérogènes (1,7 %). L'évolution de l’occupation des sols de la commune et de ses infrastructures peut être observée sur les différentes représentations cartographiques du territoire : la carte de Cassini (XVIIIe siècle), la carte d'état-major (1820-1866) et les cartes ou photos aériennes de l'IGN pour la période actuelle (1950 à aujourd'hui).

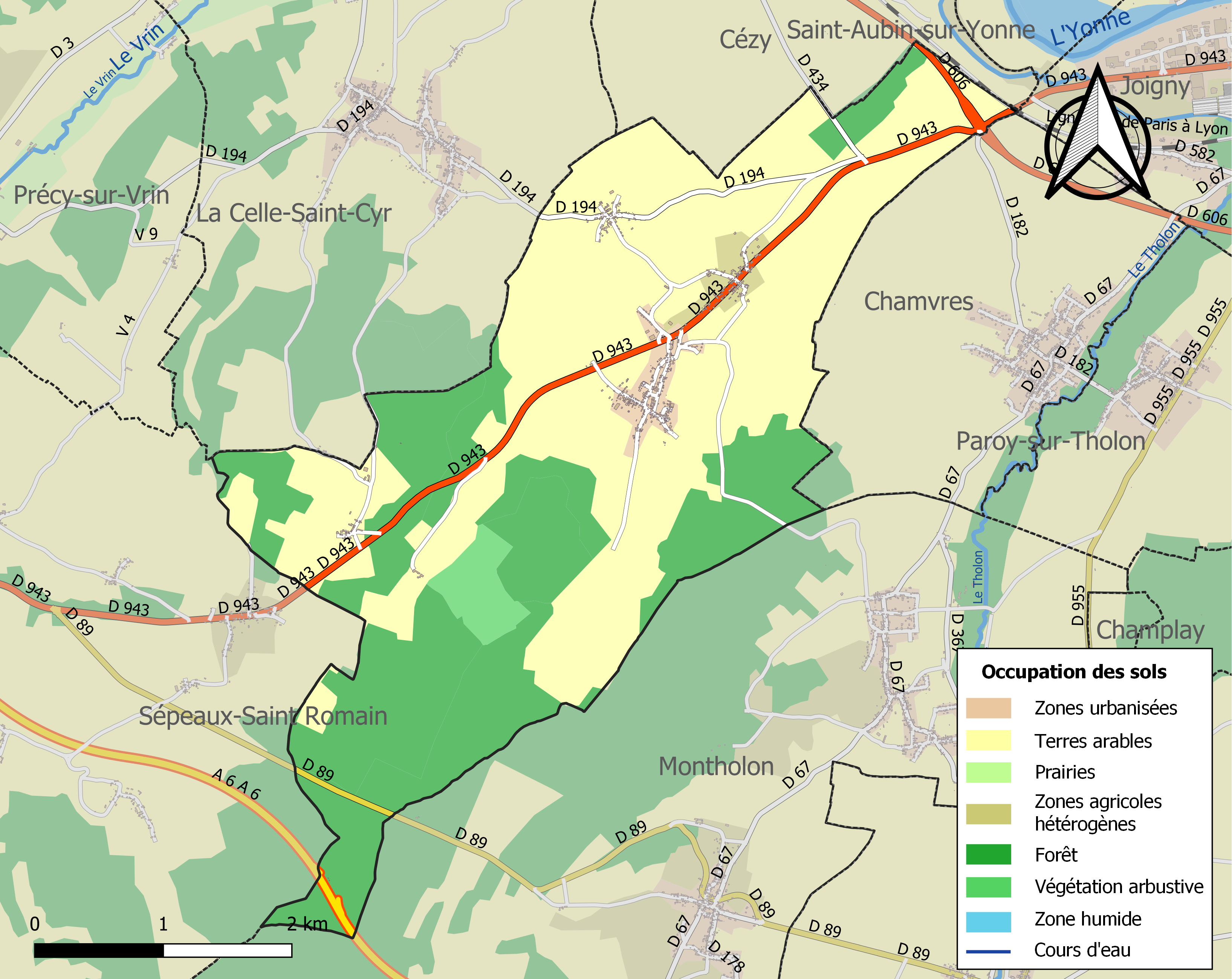
Carte des infrastructures et de l'occupation des sols de la commune en 2018 (CLC).

## Politique et administration
| Période       | Période | Identité              | Étiquette      | Qualité                                |
| ------------- | ------- | --------------------- | -------------- | -------------------------------------- |
| maire en 1846 |         | M. Ragon des Essarts  |                | Conseiller général du canton de Joigny |
| 1995          | 2014    | Jean-Michel Rochefort | Sans étiquette | Éleveur de gibiers (faisans, perdrix)  |
| 2014          | 2020    | Claude Gruet          | SE             | Retraité                               |

## Démographie
L'évolution du nombre d'habitants est connue à travers les recensements de la population effectués dans la commune depuis 1793. Pour les communes de moins de 10 000 habitants, une enquête de recensement portant sur toute la population est réalisée tous les cinq ans, les populations de référence des années intermédiaires étant quant à elles estimées par interpolation ou extrapolation. Pour la commune, le premier recensement exhaustif entrant dans le cadre du nouveau dispositif a été réalisé en 2005.

En 2022, la commune comptait 524 habitants, en évolution de +1,95 % par rapport à 2016 (Yonne : −1,95 %, France hors Mayotte : +2,11 %).
| 1793 | 1800 | 1806 | 1821 | 1831 | 1836 | 1841 | 1846 | 1851 |
| ---- | ---- | ---- | ---- | ---- | ---- | ---- | ---- | ---- |
| 372  | 411  | 409  | 452  | 520  | 518  | 547  | 574  | 584  |

| 1856 | 1861 | 1866 | 1872 | 1876 | 1881 | 1886 | 1891 | 1896 |
| ---- | ---- | ---- | ---- | ---- | ---- | ---- | ---- | ---- |
| 601  | 569  | 578  | 592  | 578  | 575  | 595  | 557  | 531  |

| 1901 | 1906 | 1911 | 1921 | 1926 | 1931 | 1936 | 1946 | 1954 |
| ---- | ---- | ---- | ---- | ---- | ---- | ---- | ---- | ---- |
| 513  | 516  | 441  | 393  | 384  | 365  | 348  | 346  | 361  |

| 1962 | 1968 | 1975 | 1982 | 1990 | 1999 | 2005 | 2006 | 2010 |
| ---- | ---- | ---- | ---- | ---- | ---- | ---- | ---- | ---- |
| 316  | 328  | 320  | 406  | 455  | 476  | 507  | 502  | 521  |

| 2015 | 2020 | 2022 | - | - | - | - | - | - |
| ---- | ---- | ---- | - | - | - | - | - | - |
| 514  | 520  | 524  | - | - | - | - | - | - |

## Culture locale et patrimoine

### Lieux et monuments

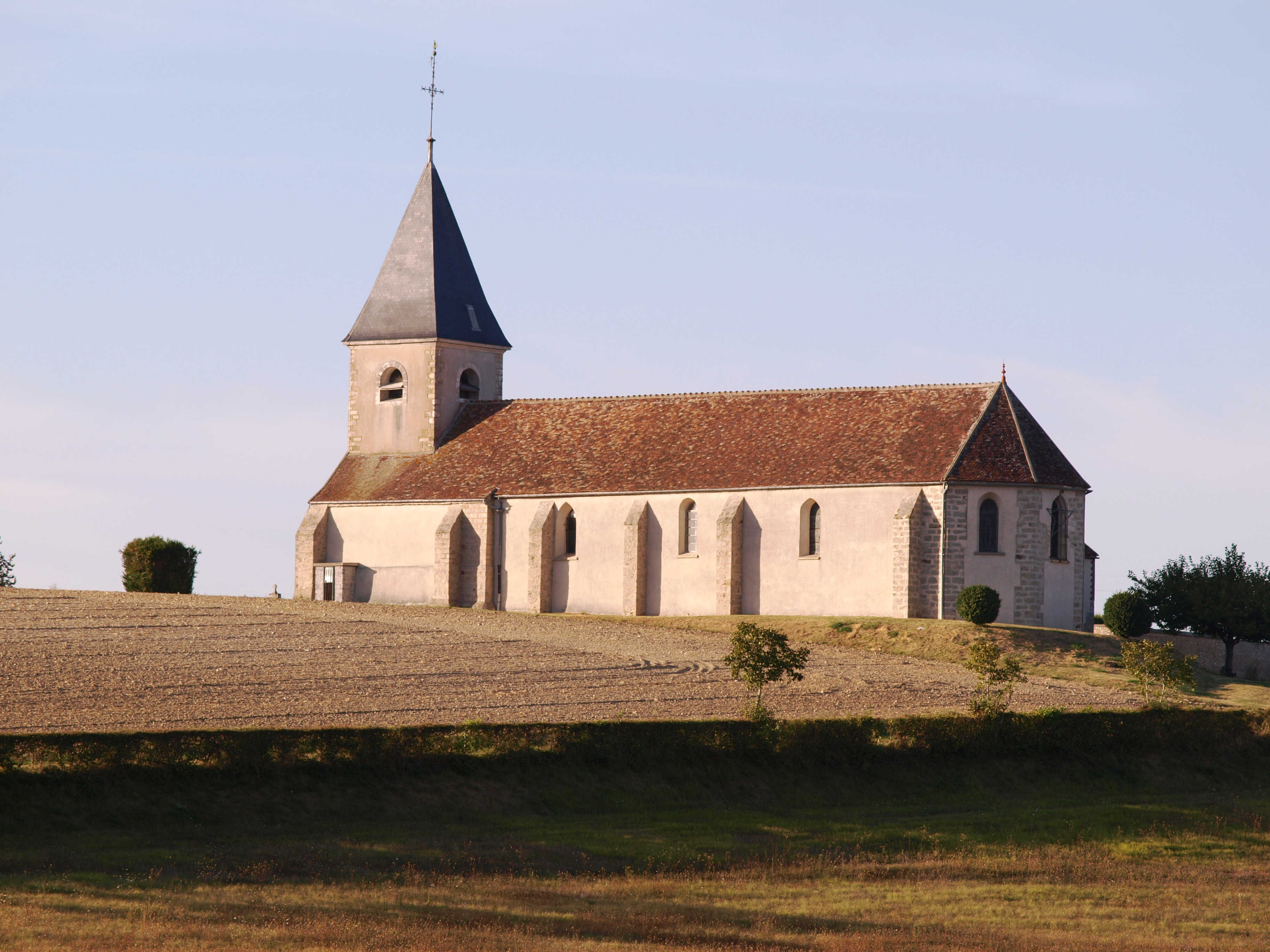
Église Notre-Dame de Béon.

- Chartreuse de Notre-Dame de Valprofonde, au diocèse de Sens, fondée par Isabelle de Melotte, en 1301, veuve de Jean Ier de Courtenay et remariée à Imbert de Beaujeu[Lequel ?].
- Église Notre-Dame de Béon.

### Environnement
La commune inclut quatre ZNIEFF :
- la ZNIEFF des étangs, prairies et forêts du Gâtinais sud oriental[19],[20] vise un habitat d'eaux douces stagnantes ; les autres habitats inclus dans la zone sont des eaux courantes, des prairies humides et mégaphorbiaies, et des bois ;
- la ZNIEFF du bois de la rivière Nord-Est[21] se partage 186 ha entre Béon et Volgré. Le milieu déterminant de cette ZNIEFF est la forêt, ici parsemée de points d'eaux douces stagnantes ;
- la ZNIEFF de la pelouse et carrière du Coteau Guemme[22] couvre un coteau boisé particulièrement abrupt à 1 km à l'ouest de Béon. Ce sont 10 ha de landes, fruticées, pelouses et prairies (le tout formant un biotope déterminant pour la ZNIEFF), accompagnés de falaises, rochers apparents, carrières et grottes ;
- la ZNIEFF de la sablonnière de la Motte[23] est au sud-ouest de Béon, sur 19 ha dans la pointe du territoire de la commune attenant à la fois à La Celle-Saint-Cyr et à Sépeaux. Cette ZNIEFF présente elle aussi landes, fruticées, pelouses et prairies comme biotope déterminant.

Par ailleurs, il y a à Brétigny-Ouest un site d'archéobotanique médiévale (Xe - XIe siècles),.

### Jumelages
| La commune a développé une association de jumelage avec : - Béon (Ain) (France). | \| Béon \| |
| Béon                                                                             |            |

## Pour approfondir